# HMS Bulldog (H91)
HMS Bulldog (H91) là một tàu khu trục thuộc lớp B được Hải quân Hoàng gia Anh Quốc chế tạo vào năm 1930 và đã phục vụ trong suốt Chiến tranh Thế giới thứ hai. Nó từng tham gia nhiệm vụ hộ tống các đoàn tàu vận tải tại Đại Tây Dương và Bắc Cực, nhưng có lẽ hoạt động nổi bật nhất của Bulldog trong chiến tranh là đã chiếm giữ một máy Enigma nguyên vẹn cùng các tài liệu giải mã từ chiếc tàu ngầm Đức U-110 vào ngày 9 tháng 5 năm 1941.

## Thiết kế và chế tạo
Bulldog được đặt hàng vào ngày 22 tháng 3 năm 1929 tại xưởng tàu của hãng Swan Hunter ở Wallsend, trong khuôn khổ Chương trình Chế tạo Hải quân 1928. Nó được đặt lườn vào ngày 10 tháng 8 năm 1929, hạ thủy vào ngày 6 tháng 12 năm 1930 như là chiếc tàu chiến thứ bảy của Hải quân Hoàng gia mang cái tên này, và hoàn tất vào ngày 8 tháng 4 năm 1931 với chi phí 221.408 Bảng Anh, không tính đến các thiết bị do Bộ Hải quân Anh cung cấp như pháo, đạn dược, bom chìm (chống tàu ngầm) và các thiết bị liên lạc, dò tìm tàu ngầm (radar, sonar).

## Lịch sử hoạt động

### 1939-1940
Vào tháng 9 năm 1939 Bulldog được bố trí tại Địa Trung Hải để hộ tống cho chiếc tàu sân bay Glorious tại Alexandria. Đến tháng 10, nó được bố trí cùng Glorious, thiết giáp hạm Malaya và tàu khu trục Daring trong thành phần một đội săn lùng trong Ấn Độ Dương, đặt căn cứ tại Socotra.
Nó đi đến Malta cùng với Glorious vào tháng 1 năm 1940 để tái trang bị và quay trở lại nhiệm vụ vào tháng 3. Đến tháng 4, sau khi Đức xâm chiếm Na Uy, tất cả các tàu sân bay được lệnh quay trở về Anh và Bulldog đã hộ tống tàu sân bay Ark Royal đi đến Devonport. Đến ngày 3 tháng 5, Bulldog gia nhập Hạm đội Nhà tại Scapa Flow. Vào ngày 9 tháng 5, nó đã lên đường cùng với một lực lượng hùng hậu, bao gồm tàu tuần dương hạng nặng Birmingham và mười ba tàu khu trục, để truy tìm các tàu chiến chủ lực Đức gần Little Fisher Bank, ngoài khơi Skagerrak. Vào ngày 10 tháng 5, tàu khu trục Kelly trúng phải một quả ngư lôi khi đụng độ cùng các tàu E-boat của đối phương và bị hư hại nặng nhưng không chìm. Bulldog đã kéo chiếc Kelly quay trở về Tyne để sửa chữa một cách an toàn nhưng nó cũng bị hư hại cấu trúc phía đuôi tàu do hoạt động này. Bulldog được sửa chữa tại xưởng tàu Swan Hunter ở Wallsend, và quay trở lại nhiệm vụ của hạm đội vào ngày 19 tháng 5.
Sau khi được sửa chữa thêm tại Xưởng tàu Chatham, đến ngày 4 tháng 6, Bulldog được điều chuyển sang Chi hạm đội Khu trục 1 để hỗ trợ việc triệt thoái khỏi các cảng Pháp trong "Chiến dịch Cycle". Nó đi đến Le Havre vào ngày 9 tháng 6 để hỗ trợ di tản quân Anh. Chiều hôm sau, Bulldog bị máy bay ném bom Đức tấn công 3 lần và bị hỏng bánh lái. Thủy thủ đoàn của nó đã sửa chữa bánh lái của nó một cách tạm thời nhưng Bulldog đã may mắn đến được Portsmouth Dockyard vào sáng sớm hôm sau. Vào ngày 24 tháng 8, đang khi còn được sửa chữa, nó lại bị hư hại do mảnh bom trong một cuộc không kích, và vị sĩ quan chỉ huy của nó thiệt mạng. Mãi đến ngày 2 tháng 9 thì Bulldog mới hoàn thành việc sửa chữa và tái gia nhập hạm đội

### 1941
Vào ngày 8 tháng 9, nó gia nhập trở lại chi hạm đội cho các nhiệm vụ tại vùng eo biển Anh Quốc. Hai ngày sau, 9 tháng 9, trong khi hộ tống đoàn tàu vận tải OB 318 ngoài khơi Iceland, chiếc tàu corvette lớp Flower là HMS Aubrietia đã thả bom ngầm trúng tàu ngầm U-110 và buộc nó phải nổi lên mặt nước. Bulldog và Broadway tấn công bằng pháo và súng máy rồi tiếp cận chiếc U-110 rất gần, khiến thủy thủ đoàn đối phương vội vã bỏ tàu. Một nhóm thủy thủ của Bulldog do Trung úy David Balme dẫn đầu đã thâm nhập xác chiếc tàu Đức và họ đã thu được một máy Enigma còn nguyên vẹn cùng nhiều tài liệu. Việc này đã giúp đỡ một cách đáng kể cho công việc bẻ mật mã Đức tại Bletchley Park. Bulldog tiếp tục nhiệm vụ hộ tống các đoàn tàu vận tải Bắc Cực cho đến tháng 10, khi nó đi đến xưởng tàu Fairfields ở Govan, Glasgow để được tái trang bị, kể cả việc gia cố lườn tàu.

### 1942-1943
Bulldog gia nhập trở lại chi hạm đội vào ngày 10 tháng 2 năm 1942 cho nhiệm vụ hộ tống đoàn tàu vận tải Đại Tây Dương, và vào ngày 12 tháng 4 tham gia Đoàn tàu vận tải PQ 14 như soái hạm của sĩ quan cao cấp Lực lượng Hộ tống Đại Dương cùng với ba tàu khu trục khác, bốn tàu corvette và ba tàu đánh cá, đến Murmansk vào ngày the 19 tháng 4. Từ ngày 28 tháng 4, nó hộ tống Đoàn tàu vận tải QP 11 quay trở về với thành phần tương tự. Hai ngày sau, tàu tuần dương Edinburgh gia nhập đoàn tàu sau khi nhận chuyến hàng vàng thỏi tại Murmansk. Đang khi chiếm vị trí dẫn đầu đoàn tàu, Edinburgh trúng phải hai ngư lôi phóng từ tàu ngầm U-456. Bị nghiêng nặng và phòng bánh lái bị ngập nước, chiếc tàu tuần dương phải được kéo đi. Đến ngày 1 tháng 5, đoàn tàu vận tải lại bị các tàu khu trục Đức Z24, Z25 và Z26 tấn công, vốn với mục đích truy tìm Edinburgh. Trong trận chiến diễn ra sau đó, mà cuối cùng các tàu khu trục đối phương bị đánh đuổi bởi ngư lôi, Bulldog bị hư hại do mảnh đạn pháo. Sau khi được sửa chữa tại Clyde, nó gia nhập Lực lượng Hộ tống Greenock vào ngày 14 tháng 8 cho các nhiệm vụ hộ tống khác. Đến tháng 11, nó hộ tống các đoàn tàu vận tải quân sự đến Gibraltar nhằm chuẩn bị cho Chiến dịch Torch, cuộc đổ bộ lên Bắc Phi, trước khi quay trở về Greenock để sửa chữa. Vào ngày 15 tháng 12, nó gia nhập Bộ chỉ huy Tiếp cận phía Tây cho nhiệm vụ hộ tống vận tải đến Nga.
Từ tháng 2 năm 1943 Bulldog được giao nhiệm vụ bảo vệ các đoàn tàu vận tải đi lại giữa Iceland và Anh. Vào ngày 22 tháng 4, nó đi đến Freetown, và được bố trí vào Lực lượng Hộ tống Freetown để bảo vệ các đoàn tàu vận tải duyên hải và Đại Tây Dương. Đến tháng 10, nó đi đến Căn cứ Portsmouth để được cải biến cho nhiệm vụ hộ tống chống tàu ngầm. Dàn vũ khí chính của nó được giảm còn hai khẩu pháo QF 4 in (100 mm) Mk. IX L/45, và nó được trang bị radar bước sóng cen-ti mét Kiểu 271 cùng một dàn Hedgehog (súng cối chống tàu ngầm).

### 1944-1945
Bulldog quay trở lại nhiệm vụ bảo vệ các đoàn tàu vận tải đi đến Iceland vào tháng 6. Vào tháng 8, nó bị hư hại lườn tàu sau khi va chạm với chiếc frigate Loch Dunvegan trong vịnh Gourock. Sau khi được sửa chữa tại Ardrossan, nó tiếp nối nhiệm vụ hộ tống vận tải vào ngày 4 tháng 9, thực hiện thêm hai chuyến đi vận chuyển đến Nga.
Bulldog là chiếc tàu chiến đầu tiên của Hải quân Hoàng gia thả neo tại quần đảo Channel sau khi bị Đức chiếm đóng. Vào ngày 9 tháng 5 năm 1945, con tàu đi đến cảng Guernsey, nơi lực lượng Đức chính thức đầu hàng hạm trưởng của con tàu.